# Catasetum tigrinum
Catasetum tigrinum är en orkidéart som beskrevs av Heinrich Gustav Reichenbach. Catasetum tigrinum ingår i släktet Catasetum och familjen orkidéer. Inga underarter finns listade i Catalogue of Life.